# Kochlorine ulula
Kochlorine ulula is een rankpootkreeftensoort uit de familie van de Lithoglyptidae. De wetenschappelijke naam van de soort is voor het eerst geldig gepubliceerd in 1973 door Tomlinson.